# Bobolickie Jeziora Lobeliowe
Bobolickie Jeziora Lobeliowe este o arie protejată (sit de importanță comunitară — SCI) din Polonia întinsă pe o suprafață de 4.759,27 ha, integral pe uscat.

## Localizare
Centrul sitului Bobolickie Jeziora Lobeliowe este situat la coordonatele 53°57′03″N 16°40′21″E / 53.9508°N 16.6725°E.

## Înființare
Situl Bobolickie Jeziora Lobeliowe a fost declarat sit de importanță comunitară în aprilie 2004 pentru a proteja 1 specie de plante și 6 specii de animale.

## Biodiversitate
Situată în ecoregiunea continentală, aria protejată conține 9 habitate naturale: Ape oligotrofe din câmpii nisipoase, cu un conținut foarte redus de minerale (Littorelletalia uniflorae), Lacuri eutrofice naturale cu vegetație de tip Magnopotamion sau Hydrocharition, Lacuri și iazuri distrofice naturale, Turbării active, Mlaștini turboase de tranziție și turbării mișcătoare, Păduri de fag Luzulo-Fagetum, Păduri de fag Asperulo-Fagetum, Păduri acidofile de stejar bătrân cu Quercus robur pe câmpii nisipoase, Mlaștini împădurite.
La baza desemnării sitului se află mai multe specii protejate:
- plante (1): moșișoare (Liparis loeselii)
- amfibieni (2): buhai de baltă cu burta roșie (Bombina bombina), triton cu creastă (Triturus cristatus)
- mamifere (2): vidră de râu (Lutra lutra), liliac comun (Myotis myotis)
- nevertebrate (2): Graphoderus bilineatus, libelule (Leucorrhinia pectoralis)